# محمد علي أربيل
محمد علي أربيل (ولد في 8 شباط / فبراير 1957) هو ممثل كوميدي وحواري تركي.
محمد علي ولد في اسطنبول، تركيا، وهو أبن ساديتين أربيل، ممثل مسرحي وسينمائي في عام 1957. وهو حفيد محمد أفندي وحفيد محمد أسعد أربيل.
وأكمل تعليمه الابتدائي والثانوي في أسطنبول، أنقرة وباليكسير. في عام 1970, ألتحق بقسم المسرح التابع لكونسرفتوار في أنقرة. بعد تخرجه، بدأ مهنته التمثيل في مسرح أنقرة الحكومي. بعد ذلك، أنتقل إلى أسطنبول وواصل مسيرته في الأفلام الموسيقية. في عام 1984، بدأ مسيرته التلفزيونية لأول مرة في برنامج أستضافه جنباً إلى جنب مع دريا بايكال وتشيغدم تونتش.
وهو حاليا يعاني من مرض نادر يسمى الشعرية تسرب متلازمة.
برنامجه الآلام (النسخة التركية من دايرة الحياة) تم ألغائه في 6 تشرين الأول / أكتوبر عام 2010 بسبب إشارة أربيل المهينة إلى العلويين. بدأ البرنامج مرة أخرى في أيلول / سبتمبر 2011 على TNT.

## أفلامه
- «هاراكيري» (1975)
- «تأثر» (1977) مسلسل تلفزيوني
- «أشك ديديغين لافتير» (1977)
- «الطبقة الفوضوية وداعاً» (1981)
- «هوليا» (1988)
- «السيد يـ» (1995)
- «قصة لعبة» (1995)
- «نزوات الحلو» (1996)
- «قصة لعبة 2» (1999)
- «الزانية البيزنطية» (1999)
- «حبيبي حبيبي» (2001) مسلسل تلفزيوني
- «هيمشو» (2001)
- «أنا مريض يا دكتور» (2002) مسلسل تلفزيوني
- «معظم الأبناء يستمعون لآبائهم» (2002) مسلسل تلفزيوني
- «نضوج مبكر» (2003) مسلسل تلفزيوني
- «عمرتشب» (2002)
- «مباركة غير محظوظة» (2004)
- «الطبقة الفوضوية مرحبا» (2004)
- «الطبقة الفوضوية الجندي» (2004)
- «يوجد لص» (2005)
- «الطبقة الفوضوية 3,5» (2005)
- «كيلوغلان كارا برينسي كارشي» (2006)
- «الرجل الذي أنقذ العالم» (2006)
- «أمر القائد: كش ملك» (2007)
- «حرب النجوم» (2007)
- «قصة لعبة 3» (2010)